# 日本製鉄東海REX
日本製鉄東海REX（にっぽんせいてつとうかいレックス）は、愛知県東海市に本拠地を置き、日本野球連盟に加盟する社会人野球の広域複合企業チームである。
チーム名の「東海REX」には、「ラテン語の王様、また恐竜のティラノサウルスをT-REXと略していることなどから、東海地方を代表する社会人野球のトップ（王様）を目指す」という意味合いが込められている。

## 概要
1965年、「東海製鐵」として創部。
1968年富士製鐵の名古屋製鐵所として『富士製鐵名古屋硬式野球部』と改称。
1970年、母体である富士製鐵と八幡製鐵が合併し新日本製鐵が発足し、これに伴いチーム名を『新日本製鐵名古屋硬式野球部』に改称した。
1974年に都市対抗野球に初出場。1976年には初出場した日本選手権で初優勝を果たした。
その後、鉄鋼不況の影響から新日本製鐵本社がスポーツ支援体制の見直しを進める中で、同チームは2003年から本社が企業チームとして直接運営する形から、複数の地元企業や団体などと共に地域に密着したクラブ型の運営方針に変更することとなり、広域複合企業チームの『硬式野球クラブ 東海REX』として再出発したが、それ以降は同じく新日本製鐵君津から広域複合企業チームに転換したかずさマジック共々長期にわたる低迷状態に陥り、同名称時代には都市対抗野球には一度も出場できなかった。
2012年10月、新日本製鐵と住友金属工業が合併し新日鐵住金が発足し、新たに冠スポンサーとなり、広域複合企業チームのままチーム名を『新日鐵住金東海REX』に改称した。
2014年、第85回都市対抗野球大会東海地区予選において第2代表の座を獲得し、1998年以来16年ぶりに本戦出場を果たした。
2019年4月、新日鐵住金の商号変更に伴い、チーム名を『日本製鉄東海REX』に改称した。
2021年10月、第92回都市対抗野球大会東海地区予選において第6代表の座を獲得し、4年ぶりの本戦出場を果たした。

## 沿革
- 1965年 - 「東海製鐵」として創部。
- 1968年 - 『富士製鐵名古屋』に改称。
- 1970年 - 母体の合併に伴い、チーム名を『新日本製鐵名古屋』に改称。
- 1974年 - 都市対抗野球に初出場。
- 1976年 - 日本選手権で初出場・初優勝。
- 1983年 - 都市対抗野球で準優勝。
- 2003年 - 広域複合企業チームとなり、チーム名を『硬式野球クラブ 東海REX』に改称。
- 2012年 - チーム名を『新日鐵住金東海REX』に改称。
- 2019年 - チーム名を『日本製鉄東海REX』に改称。

## 主要大会の出場歴・最高成績
- 都市対抗野球大会 - 出場14回、準優勝1回（1983年）
- 社会人野球日本選手権大会 - 出場13回、優勝1回（1976年）
- JABA四国大会 - 優勝1回（1976年）
- JABA新潟大会 - 優勝1回（2014年）
- JABAベーブルース杯争奪大会 - 優勝1回（2024年）
- JABA広島大会 - 優勝1回（1989年）
- JABA高山市長旗・飛騨市長杯争奪高山大会 - 優勝1回（1994年）
- JABA伊勢・松阪大会 - 優勝3回（1976年、2004年、2005年）

## 主な出身プロ野球選手
- 坪井新三郎（内野手） - 1969年ドラフト外で中日ドラゴンズに入団
- 長島吉邦（投手） - 1972年ドラフト4位で広島東洋カープに入団
- 水谷啓昭（投手） - 1978年ドラフト3位で中日ドラゴンズに入団
- 音重鎮（外野手） - 1987年ドラフト5位で中日ドラゴンズに入団
- 足利豊（投手） - 1990年ドラフト4位で福岡ダイエーホークスに入団
- 山根善伸（捕手） - 1991年ドラフト7位で横浜大洋ホエールズに入団
- 井本直樹（投手） - 2000年ドラフト3位で中日ドラゴンズに入団

## 元プロ野球選手の競技者登録
- 洗平竜也（元：中日ドラゴンズ） - 投手（2004年 - 2007年）→退団
- 矢地健人（元：中日ドラゴンズ、千葉ロッテマリーンズ） - 投手（2016年 - 2017年）
- 武田久（元：北海道日本ハムファイターズ） - コーチ（2020年 - 2023年）→退団

## かつて在籍していた選手
- 杉山孝一（外野手） - ヤクルトスワローズからの1985年ドラフト6位指名を拒否し残留。1982年から1994年まで選手として在籍し、その後はコーチ・監督としてチームを率いた。
- 林尚克（外野手） - 1992年から2009年まで選手として在籍し、その後はコーチを経て、2020年から2021年まで監督。
- 平間凜太郎（投手） - 2017年から2019年まで選手として在籍し、四国アイランドリーグplus・高知ファイティングドッグスを経て2022年途中よりリーガ・メヒカーナ・デ・ベイスボルのメキシコシティ・レッドデビルズでプレー。2024年はウエスタン・リーグ参加のくふうハヤテベンチャーズ静岡でプレー。